# Lobocleta perditaria
Lobocleta perditaria är en fjärilsart som beskrevs av Walker 1866. Lobocleta perditaria ingår i släktet Lobocleta och familjen mätare. Inga underarter finns listade i Catalogue of Life.